# Ugrofinnistica
Gli studi ugrofinnici possono essere suddivisi in linguistica e letteratura delle principali lingue ugrofinniche, tra cui il finlandese, l'ungherese e l'estone, oltre alle lingue minori come il vogulo, l'ostiaco, il ceremisso, il lingua sami e le lingue lapponi.
L'ugrofinnistica abbraccia anche lo studio di rami linguistici estinti e della loro evoluzione.

## Storia
Le ricerche sugli studi ugro-finnici iniziarono con riferimenti ai popoli ugro-finnici.  
Nel 1544 Sebastian Münster descrisse il finlandese e l'estone, includendo il Padre Nostro in Lingue sami.
Nel XVII secolo furono fondate università come Università di Tartu (1632) e Università di Turku (1640).  
Michael Wexionius dimostrò che finlandese, estone, careliano, livoniano e sami fossero correlati 
Nel 1725 Pietro il Grande fondò l'Accademia russa delle scienze, favorendo esplorazioni linguistiche.
Nel 1799 Samuel Gyarmathi dimostrò la relazione tra il finlandese e l'ungherese.

## Congressi e ricerca
Nel 1960, a Budapest, si tenne il primo Congresso Finnougristarum, ancora oggi organizzato ogni cinque anni.
Esiste anche una conferenza annuale per studenti di ugrofinnistica, l'IFUSCO.